# Philopteridae
Philopteridae é uma família de piolhos ectoparasitas de aves, pertencente à subordem Ischnocera.

## Géneros
- Acutifrons
- Austrophilopterus
- Brueelia
- Campanulotes
- Columbicola
- Degeeriella
- Docophorulus
- Formicaphagus
- Formicaricola
- Halipeurus
- Nyctibicola
- Penenirmus
- Philopterus
- Rallicola
- Strigiphilus